# Wieża zegarowa w İzmicie
Wieża zegarowa w İzmicie – wieża zegarowa zbudowana w latach 1900–1901 w İzmicie.

## Historia
Wieża została zbudowana w latach 1900–1901 przez İzmit pod nadzorem gubernatora İzmitu Musę Kazima Beya. Projekt przygotował architekt Vedat Tek. Tak jak inne wieże powstała za panowania sułtana Abdülhamitda II, który zachęcał miasta specjalnym edyktem do budowy zegarów.

## Opis
Wieża powstała z trawertynu w stylu neoklasycznym. Ma trzy kwadratowe kondygnacje o wymiarach 3,65 × 3,65 m. Na parterze, który jest szerszy od pozostałych pięter, znajdują się trzy marmurowe fontanny. Wieża ma 16,40 m wysokości. Na drugim piętrze pod oknami umieszczono marmurowe medaliony z tugrą Abdülhamida II. Na kolejnym, trzecim piętrze znajdują cztery tarcze zegarowe o średnicy 80 cm. Zegar, którego dzwon wybija godziny, został wykonany przez słynnego zegarmistrza Mustafę Şem-i Pek i była to jedna z jego ostatnich prac.